# 植島啓司

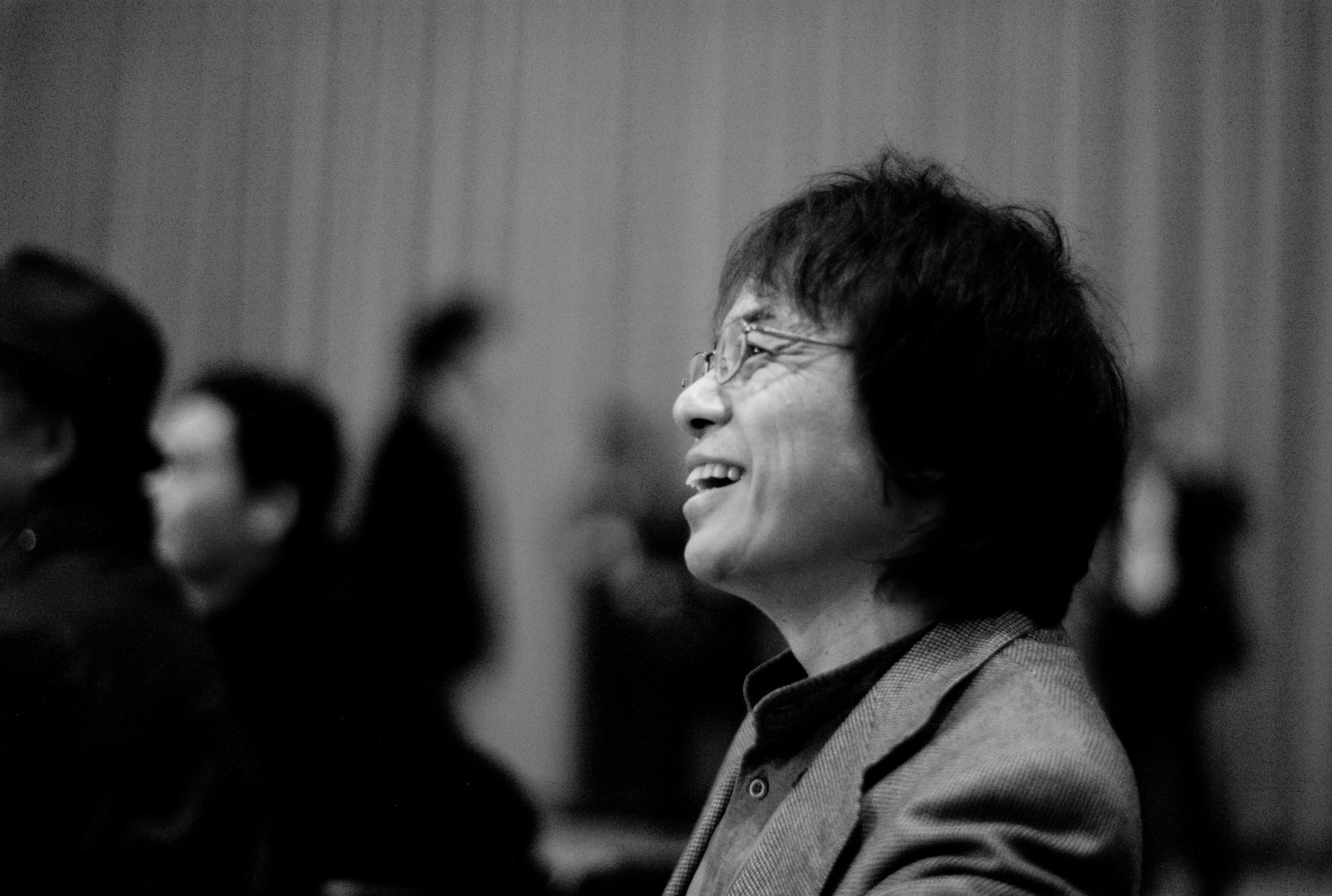
植島啓司（2007年撮影）

植島 啓司（うえしま けいじ、1947年10月25日 - ）は、日本の宗教人類学者。京都造形芸術大学教授。

## 来歴
東京都区部生まれ。山の手の日本舞踊の家元の一人息子。東京都立田園調布高等学校を経て、1972年東京大学文学部宗教学科卒。同大学院人文科学研究科博士課程単位取得満期退学。1976年から3年間、シカゴ大学大学院に留学、ミルチャ・エリアーデらのもとで研究。1980年から関西大学専任講師、助教授、教授（2002年まで）。1990年から一年間、ニューヨークのニュースクール・フォー・ソーシャルリサーチ（現ニュースクール大学）客員教授。2005年から2008年まで人間総合科学大学教授。1974年より現在まで、ネパール、タイ、インドネシア・バリ島、スペインなどで宗教人類学調査を続けている。2015年度より京都造形芸術大学教授に就任し空間演出デザイン学科にて学科長をつとめる。（前任は コミュニティデザイナーの山崎亮）

## 出演番組
- 35歳（NHK） - キャスター
- ホンマでっか!?ＴＶ - 下半期の運を自力で上げる方法  (2025/06/04)

## 著書
- 『男が女になる病気 -医学の人類学的構造についての三〇の断片』朝日出版社 1980　のち福武文庫、集英社文庫
- 『分裂病者のダンスパーティ』リブロポート 1985
- 『恋愛のディスクール』PARCO出版局 1990 のち福武文庫, 1995
- 『天使のささやき -宗教・陶酔・不思議の研究』人文書院 1993
- 『競馬の快楽』講談社現代新書 1994
- 『快楽は悪か』朝日新聞社 1996 のち朝日文庫, 1999
- 『宗教学講義 -いったい教授と女生徒のあいだに何が起こったのか』ちくま新書 1998
- 『オデッサの誘惑』集英社 1999
- 『聖地の想像力 -なぜ人は聖地をめざすのか』集英社新書 2000
- 『「頭がよい」って何だろう -名作パズル、ひらめきクイズで探る』集英社新書 2003
- 『性愛奥義 -官能の『カーマ・スートラ』解読』講談社現代新書 2005
- 『偶然のチカラ』集英社新書 2007
- 『賭ける魂』講談社現代新書 2008
- 『世界遺産 神々の眠る「熊野」を歩く』集英社新書ヴィジュアル版 2009 （写真：鈴木理策）
- 『生きるチカラ』集英社新書 2010
- 『心コレクション』文芸春秋 2010 （原案・監修：秋山道男）
- 『39歳 女の愛の分岐点』メディアファクトリー 2011
- 『突然のキス -恋愛で読み解く日本文学』ちくま文庫 2012
- 『日本の聖地ベスト100』集英社新書 2012
- 『官能教育 -私たちは愛とセックスをいかに教えられてきたか』幻冬舎新書 2013
- 『処女神 -少女が神になるとき』集英社 2014
- 『きみと地球を幸せにする方法』集英社インターナショナル 2015
- 『伊勢神宮とは何か -日本の神は海からやってきた』集英社新書ヴィジュアル版 2015 （写真：松原豊）
- 『運は実力を超える』角川新書 2017
- 『ゼロから分かる！歩いて知る 神社と神さま』世界文化社 2018

### 共著
- 『バリ 禁忌、祝祭のカタルシス』伊藤俊治 アートスペース美蕾樹 1986
- 『快感のプラクシス』南伸坊 平凡社 1987
- 『ディスコミュニケーション』伊藤俊治 リブロポート 1988
- 『66の名言による世界史教程』南伸坊、渡部直己、岸田理生、四方田犬彦　朝日新聞社 1990
- 『熊野　神と仏』九鬼家隆、田中利典 原書房 2009
- 『共感のレッスン　超情報化社会を生きる』伊藤俊治 集英社 2017

### 翻訳
- ポール・リクール『悪のシンボリズム』佐々木陽太郎共訳  渓声社 1977
- ロジャー・クック『生命の樹』（イメージの博物誌(15)）平凡社 1982
- ウィルソン・ブライアン・キイ『メディア・セックス』リブロポート 1989  のち集英社文庫
- レベッカ・ハインド『図説 聖地への旅』原書房　2010 （監訳）